# The Sisters of Mercy
The Sisters of Mercy é uma banda britânica de rock, fundada em Leeds em 1980 por Andrew Eldritch (vocais) e Gary Marx (guitarra). A eles juntaram-se Ben Gunn (guitarra, substituído por Wayne Hussey, em 1983) e Craig Adams (baixo).
Apesar de ter lançado apenas três LPs, The Sisters of Mercy tornou-se uma das mais influentes bandas da década de 1980. A origem do nome da banda vem de uma música de Leonard Cohen e de uma ordem religiosa de freiras católicas.
The Sisters of Mercy veio do movimento advindo do pós-punk e foi uma liderança no gênero rock gótico, em parte graças ao seu primeiro álbum de estúdio, First and Last and Always, tendo alcançado amplo sucesso na Inglaterra e Estados Unidos. Desde os primórdios do grupo, tocando em bares e clubes de Leeds, a banda foi marcada por atrair uma legião de admiradores; o cantor Eldritch tem como principal traço uma voz de baixo-barítono profunda e sombria; as letras da banda tratam de temas comuns ao rock gótico. A banda também inovou ao usar uma máquina para executar a bateria/percussão, apelidada de Doktor Avalanche.
As dificuldades de relacionamento com Andrew Eldritch causaram a saída de muitos membros dos Sisters of Mercy, deixando-o como único integrante original. Em 1985 Gary Marx sai da banda e forma os Ghost Dance com a vocalista Anne-Marie Hurst; Wayne Hussey e Craig Adams formam a banda The Mission em 1986. Hoje, apenas Eldritch, Chris Catalyst e Ben Christo fazem parte dos Sisters of Mercy. Apesar de já não editarem trabalhos originais, eles continuam a fazer turnês. Em Junho de 2007 actuaram em Espanha, na Alemanha e na Bélgica.
Em 2009, durante sua turnê pela América do Sul, passaram pelo Brasil, com shows em Porto Alegre (dia 3 de junho, no Opinião) e em São Paulo (dia 6 de junho, Via Funchal).

## História

### 1980

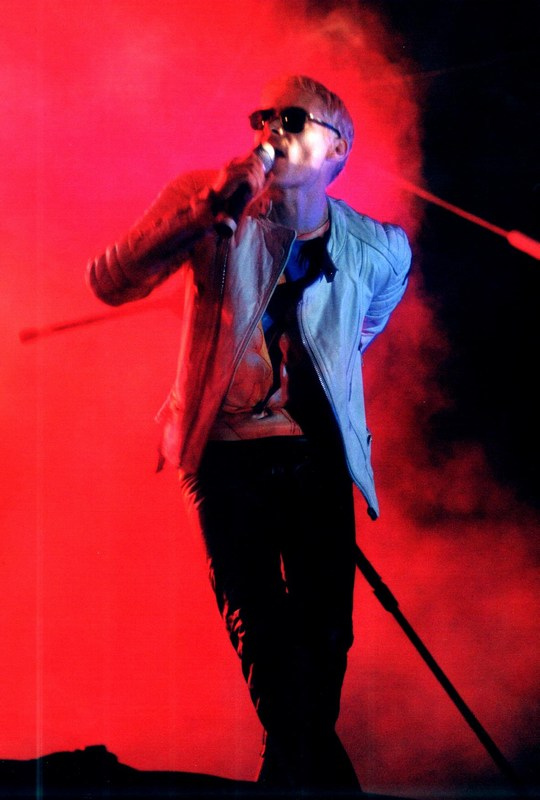
Andrew Eldritch em apresentação com o grupo na Alemanha (2000)

Os freqüentadores do F-Club Andrew Eldritch (Andrew Taylor) e Gary Marx (Mark Pearman) se juntaram em Leeds, Inglaterra, para formar uma banda de rock e satisfazer seu desejo de tocar no rádio. Eldritch tocava guitarra e bateria, enquanto Marx tocava guitarra base e fazia os vocais. O nome foi influenciado pelo filme McCabe & Mrs Miller (1971) que trazia na trilha sonora a música "The Sisters of Mercy" de Leonard Cohen.
Durante esse período foi gravado o single "Damage Done/Watch/Home of the Hit-men". Foram gravadas apenas 1000 cópias do disco de 3 músicas, apenas para poderem enviar para o programa de John Peel. O single foi lançado pelo Merciful Release, selo criado pelo próprio Eldritch para esse lançamento, e hoje em dia, é muito raro e procurado pelos seus fans.
Após 06 meses, Andrew Eldritch passou para os vocais, fixando a formação em: Gary Marx (guitarra), Craig Adams (baixo), 'Doktor Avalanche' (na época uma Boss dr55).

### 1985

Logo da banda durante sua carreira

O primeiro álbum completo foi lançado em março de 1985 sob o título de “First And Last And Always”, para muitos o melhor momento da banda até hoje, sendo a formação considerada clássica pelos fãs. Nesse álbum, Doktor Avalanche foi "encarnado" por uma Oberheim DMX, Wayne Hussey tornou-se co-compositor dos Sisters, assinando as músicas enquanto Eldritch continua a escrever todas as letras e se mantém como mentor do grupo. Na turnê de divulgação que se segue, ocorrem diversos fatos que marcariam a carreira da banda, e culminariam com a saída de Wayne Hussey e Craig Adams para formar o The Mission. O guitarrista e co-fundador Gary Marx se desentende com Eldritch e é o primeiro a abandonar o barco, mas a relação que estava em maior tensão era entre Hussey e Eldritch, pois as divergências pessoais e musicais estavam se tornando cada vez mais insuportáveis para ambos. Hussey por sua vez buscava cada vez mais espaço dentro da banda, chegando até mesmo a cantar. As composições feitas por Hussey para o próximo lançamento dos Sisters não agradaram a Eldritch, que sentiu definitivamente que as coisas não estavam seguindo o rumo esperado. A separação era inevitável.

### 1987
Acreditava-se que Eldritch havia morrido, pois não havia sequer uma notícia sobre ele ou a banda por muito tempo. Após muitas trocas de integrantes, nomes de bandas, a banda volta a gravar normalmente, tendo lançado a partir desse momento seus trabalhos de maior sucesso:
- This Corrosion (álbum), 7° nas paradas da Grã-Bretanha e 1° nos EUA, tinha seus vídeos constantemente exibidos pela MTV
- Floodland (álbum), o maior sucesso da carreira da banda
- Dominion (single), que chegou em 13° na Grã-Bretanha
- Lucretia My Reflection (single), antigindo 20°

### 1992
Fizeram uma regravação do seu trabalho "Temple of Love", com a falecida cantora israelense Ofra Haza, que os levou para 3° nas paradas inglesas. Seu último álbum, Some Girls Wander By Mistake, lançado em também 1992, antingindo 5°.
Nas excursões mais recentes, surgiram novas músicas como "Romeo Down", "Summer, Will I Dream", "We are the same Susanne", que podem compor um novo lançamento. Mas, por enquanto, são apenas rumores.

## Integrantes

### Formação atual
- Andrew Eldritch - vocal
- Doktor Avalanche - bateria
- Ben Christo - guitarra e vocal de apoio
- Kai - guitarra e vocal de apoio

### Membros antigos
- Tim Bricheno
- Wayne Hussey
- Tony James
- Andreas Bruh
- Craig Adams
- Gary Marx
- Ben Gunn
- Patricia Morrison
- James Ray
- Chris Catalyst
- Dylan Smith

## Discografia

### Álbuns de estúdio
- First and Last and Always (1985)
- Floodland (1987)
- Vision Thing (1990)

### Compilações
- Some Girls Wander By Mistake (1992)
- A Slight Case of Overbombing (1993)

### Singles
| 1. The Damage Done [3:04] 2. Watch [3:12] 3. Home Of Hit Man [0:34] Integrantes Gary Marx - guitarra, baixo (provavelmente) Andrew Eldritch - vocal Doktor Avalanche - bateria 1. Body Electric [4:19] 2. Adrenochrome [2:57] Integrantes Craig Adams - baixo Gary Marx - guitarra Ben Gunn - guitarra Andrew Eldritch - vocal Doktor Avalanche - bateria 1. Alice [3:34] 2. Floorshow [3:41] 1. Anaconda [4:07] 2. Phantom [7:11] (Instrumental) Integrantes Gary Marx - guitarra, baixo (provavelmente) Andrew Eldritch - vocal Doktor Avalanche - bateria 1. Alice [3:34] 2. Floorshow [3:41] 3. Phantom [7:11] (Instrumental) 4. 1969 [2:45] Nota Alice, Floorshow e 1969 foram produzidos por John Ashton. Phantom produzido por Andrew Eldritch. 1969 é cover dos The Stooges. | 1. Kiss the Carpet [5:55] 2. Lights [5:51] 3. Valentine [4:44] 4. Fix [3:42] 5. Burn [4:50] 6. Kiss the Carpet (Reprise) [0:36] Integrantes Gary Marx - guitarra, possivelmente baixo Andrew Eldritch - vocal Doktor Avalanche - bateria 1. No Time To Cry [3:54] 2. Blood Money [3:10] 3. Bury Me Deep [4:40] Integrantes Gary Marx - guitarra, baixo (provavelmente) Craig Adams - baixo Wayne Hussey - guitarra Andrew Eldritch - vocal Doktor Avalanche - bateria 1. This Corrosion [8:56] 2. Torch [3:51] 3. Colours [7:18] Integrantes Sociedade Coral de New York Choral Society - coral de vozes Patricia Morrison - baixo, vocal Andrew Eldritch - vocal Doktor Avalanche - bateria Detalhes das gravações 7" Merciful Release MR 039 Set 1987 12" Merciful Release MR 039 T 1987 + Colours CD Merciful Release MR 039 CD 1987 11.5 min versão + Colours CS Merciful Release MR 039 C TC/Torch p/b TC(ext)/Colours BOX Merciful Release MR 039 B 7" CAIXA + Sets |